# Hidroperoxil
L'hidroperoxil (HOO·) és un radical químic que representa la forma protonada del superòxid O2-.
La quantitat present a l'atmosfera correspon a una quantitat d'entre 2x10⁵ i 1x10⁶ radicals HOO· per cm³ a la troposfera, i comprèn entre el 10-11 i el 10-8 % de tots els gasos. És responsable de la destrucció de l'ozó a l'estratosfera, i es forma a la troposfera per oxidació. d'hidrocarburs. L'oxidació d'hidrocarburs, així com altres reaccions radicalàries (per exemple la fotòlisi de l'aigua), genera radical hidrogen, H·. Aquest radical hidrogen reacciona amb oxigen, O₂, sobre una molècula M (O₂ o N₂ majoritàriament) per generar l'hidroperoxil.

## Reactivitat
És un intermedi molt important perquè participa en moltes reaccions de terminació de cadena i de generació de radical hidroxil.

### Reaccions de terminació de cadena
L'hidroperoxil s'elimina més freqüentment de la troposfera per reacció amb metà o monòxid de carboni

### Reacció de regeneració
El radical hidroxil es regenera a l'atmosfera per reacció d'un àtom d'hidrogen amb l'oxigen atmosfèric

### Hidroperoxil com a producte de seqüències de reaccions
El radical hidroxil reacciona ràpidament amb hidrocarburs (combustió) per a formar reactius d'hidrocarburs
En aquest cas, el radical metil. Prossegueixen més reaccions involucrades en l'oxidació global del metà:
Aquest és un tipus molt important de reacció en la formació de l'smog o borium perquè l'oxidació de NO per radicals peroxil, és el medi predominant per regenerar NO₂ en l'atmosfera després d'haver estat fotoquímicament dissociat a NO:
Com a producte d'aquest seguit de reaccions, iniciada per la combustió, es forma l'hidroperoxil.

### Reacció de destrucció de l'ozó
A aproximadament 50 km d'altitud en l'atmosfera, el 70% de l'ozó és destruït a causa de les espècies {\displaystyle HO_{x}}, entre elles l'hidroperoxil
O actuant com a intermediari de reaccions de descomposició de l'ozó per les espècies {\displaystyle ClO_{x}}
{\displaystyle {\begin{aligned}HOO^{\bullet }+ClO^{\bullet }&\rightarrow HOCl+O_{2}\\HOCl+h\nu &\rightarrow ^{\bullet }H+^{\bullet }Cl\\^{\bullet }Cl+O_{3}&\rightarrow ClO^{\bullet }+O_{2}\\{\underline {^{\bullet }OH+O_{3}}}&{\underline {\rightarrow HOO^{\bullet }+O_{2}}}\\2O_{3}&\rightarrow 3O_{2}\\\end{aligned}}}

## Efectes ambientals
La presència d'aquest radical a l'estratosfera té un paper actiu en la cadena de reaccions de destrucció de la capa d'ozó, permetent una major incidència dels raigs solars a la superfície de la Terra. Això és degut al fet que l'ozó absorbeix les longituds d'ona que corresponen a la radiació UV-C i una part de l'UV-B emeses pel Sol. Conseqüentment, una disminució de la quantitat d'ozó a l'estratosfera, generarà un augment d'incidència de tals radiacions a la Terra. Aquest fet és perjudicial per a la vida, ja que les radiacions UV poden generar danys a la pell i ulls, alteracions a l'ADN, deficiència del sistema immunitari, entre d'altres.
A més, el radical hidroperoxil també és present en el cicle de reaccions d'oxidació d'hidrocarburs (provinents de la combustió de combustibles provinents del petroli) a aldehids en episodis de boirum. Hi intervé indirectament regenerant NO₂ necessari per a l'oxidació d'hidrocarburs esmentada i generant el radical hidroxil.